# Бенчрест
Бенчрест — високоточна стрільба із використанням опори по нерухомих паперових мішенях — різновид спортивної стрільби.
Для бенчресту зазвичай використовуються індивідуально дороблені пневматичні або вогнепальні рушниці з оптичними прицілами. Під час змагань на рубежі рушниця встановлюються на стіл на один або два упори (в залежності від конкретних правил), а стрілець виконує постріл сидячі на лаві.
На відміну від вармінтінгу, де метою є ураження шкідника, у бенчресті метою є отримання найкращої повторюваності пострілів конкретної рушниці (мінімальний розмір групи влучань, «в одну дірку») без акценту на місце влучання. Критичними для повторюваності влучань є як властивості рушниці (й майже всі вони глибоко кастомізовані), так і властивості кожного з патронів (заводські патрони мають істотно гіршу повторюваність).
Згідно даних World Benchrest Shooting Federation та International Benchrest Shooteres, світові рекорди станом на 2020 рік складали:
- у класі «Light», 200 ярдів, серія з 5 пострілів: 0.053 кутової хвилини (0.110")
- у класі «Heavy», 600 ярдів, серія з 5 пострілів: 0.049 кутової хвилини (0.311")
- у класі «Heavy», 1000 ярдів, серія з 10 пострілів: 0.274 кутової хвилини (2.871")